# Brachytrochus
Genre
Brachytrochus est un taxon invalide synonyme de Heterocyathus, genre de coraux de la famille des Caryophylliidae.